# José María López
José María »Pechito« López, brazilski dirkač, * 26. april 1983, Río Tercero, Argentina.
López je v sezoni 2004 nastopal v prvenstvu Formule 3000, kjer je osvojil dve uvrstitvi na stopničke, nato pa dve sezoni v prvenstvu GP2, v katerem je dosegel eno zmago in še pet uvrstitev na stopničke. Za tem se je vrnil v Argentino, kjer je nastopal v prvenstvih športnih in turnih dirkalnikov, konec januarja 2010 pa je bil potrjen kot dirkač novoustanovljenega moštva Formule 1 US F1-Cosworth. Pri zbiranju sponzorskega denarja za zagotovitev sedeža v Formuli 1 mu je pomagal nekdanji dirkač in danes politik, Carlos Reutemann. Toda dva tedna pred začetkom sezone je moštvo sporočilo, da nima pripravljenega dirkalnika, s tem je projekt US F1 propadel.

## Dirkaški rezultati

### Formula 3000
(legenda) (odebeljene dirke pomenijo najboljši štartni položaj, poševne pa najhitrejši krog)
| Sezona | Moštvo          | Šasija      | Motor         | Gume | 1       | 2     | 3     | 4     | 5       | 6     | 7     | 8     | 9     | 10      | Prv | Toč |
| ------ | --------------- | ----------- | ------------- | ---- | ------- | ----- | ----- | ----- | ------- | ----- | ----- | ----- | ----- | ------- | --- | --- |
| 2004   | CMS Performance | Lola B02/50 | Zytek-Judd KV | A    | IMO Ret | CAT 6 | MON 3 | NUR 5 | MAG Ret | SIL 4 | HOC 6 | HUN 8 | SPA 3 | MNZ Ret | 6.  | 28  |

### GP2
(legenda) (odebeljene dirke pomenijo najboljši štartni položaj, poševne pa najhitrejši krog)
| Sezona | Moštvo            | 1         | 2           | 3           | 4           | 5           | 6          | 7           | 8           | 9           | 10          | 11          | 12         | 13          | 14          | 15          | 16        | 17          | 18          | 19          | 20          | 21          | 22        | 23        | Prv | Toč |
| ------ | ----------------- | --------- | ----------- | ----------- | ----------- | ----------- | ---------- | ----------- | ----------- | ----------- | ----------- | ----------- | ---------- | ----------- | ----------- | ----------- | --------- | ----------- | ----------- | ----------- | ----------- | ----------- | --------- | --------- | --- | --- |
| 2005   | DAMS              | SMR FEA 2 | SMR SPR 11  | ESP FEA 6   | ESP SPR 1   | MON FEA Ret | EUR FEA 13 | EUR SPR 14  | FRA FEA 2   | FRA SPR Ret | GBR FEA 9   | GBR SPR Ret | GER FEA 13 | GER SPR 10  | HUN FEA Ret | HUN SPR Ret | TUR FEA 6 | TUR SPR 7   | ITA FEA Ret | ITA SPR Ret | BEL FEA 10  | BEL SPR 8   | BHR FEA 4 | BHR SPR 4 | 9.  | 36  |
| 2006   | Super Nova Racing | VAL FEA 5 | VAL SPR Ret | SMR FEA Ret | SMR SPR Ret | EUR FEA 4   | EUR SPR 3  | ESP FEA Ret | ESP SPR Ret | MON FEA Ret | GBR FEA Ret | GBR SPR 14  | FRA FEA 3  | FRA SPR Ret | GER FEA 7   | GER SPR 2   | HUN FEA 8 | HUN SPR Ret | TUR FEA 9   | TUR SPR 11  | ITA FEA Ret | ITA SPR Ret |           |           | 10. | 30  |